# Реєстр Війська Запорозького 1581
Реєстр війська запорозького 1581 р — історичний документ, що є найстарішим збереженим реєстром козаків, який доніс до нас інформацію про склад та службу козацьких військ того часу. Створений в контексті участі козаків у московсько-польській війні 1577—1582 років, цей документ зафіксував імена та інші дані про козаків низових запорізьких, які брали участь у військовій службі під командуванням Яна Оришовського.

## Короткі відомості
У цьому реєстрі зазначені козаки, які служили під час походу на Москву, в контексті воєнних кампаній польсько-литовської держави. Документ включає інформацію про видачу сукна та грошові виплати військовим, що були проведені паном Себастіаном Недзвідським, представником пана Станіслава Дроєвського, в кінці військової служби у 1581 році.
Реєстр має величезне значення як для історії козацтва, так і для загальної історії регіону, оскільки він відображає залучення козацьких формувань до значних військових конфліктів та їхню роль у військових структурах того періоду. Цей документ є ключовим джерелом для вивчення соціальної, військової та політичної історії козацтва в кінці XVI століття.